# 1456 год
1456 (ты́сяча четы́реста пятьдеся́т шесто́й) год  по юлианскому календарю — високосный год, начинающийся в четверг. Это 1456 год нашей эры, 6‑й год 6‑го десятилетия XV века 2‑го тысячелетия, 7‑й год 1450‑х годов. Он закончился 569 лет назад.
| Пн | Вт | Ср | Чт | Пт | Сб | Вс |
|    |    |    | 1  | 2  | 3  | 4  |
| 5  | 6  | 7  | 8  | 9  | 10 | 11 |
| 12 | 13 | 14 | 15 | 16 | 17 | 18 |
| 19 | 20 | 21 | 22 | 23 | 24 | 25 |
| 26 | 27 | 28 | 29 | 30 | 31 |    |

| Пн | Вт | Ср | Чт | Пт | Сб | Вс |
|    |    |    |    |    |    | 1  |
| 2  | 3  | 4  | 5  | 6  | 7  | 8  |
| 9  | 10 | 11 | 12 | 13 | 14 | 15 |
| 16 | 17 | 18 | 19 | 20 | 21 | 22 |
| 23 | 24 | 25 | 26 | 27 | 28 | 29 |

| Пн | Вт | Ср | Чт | Пт | Сб | Вс |
| 1  | 2  | 3  | 4  | 5  | 6  | 7  |
| 8  | 9  | 10 | 11 | 12 | 13 | 14 |
| 15 | 16 | 17 | 18 | 19 | 20 | 21 |
| 22 | 23 | 24 | 25 | 26 | 27 | 28 |
| 29 | 30 | 31 |    |    |    |    |

| Пн | Вт | Ср | Чт | Пт | Сб | Вс |
|    |    |    | 1  | 2  | 3  | 4  |
| 5  | 6  | 7  | 8  | 9  | 10 | 11 |
| 12 | 13 | 14 | 15 | 16 | 17 | 18 |
| 19 | 20 | 21 | 22 | 23 | 24 | 25 |
| 26 | 27 | 28 | 29 | 30 |    |    |

| Пн | Вт | Ср | Чт | Пт | Сб | Вс |
|    |    |    |    |    | 1  | 2  |
| 3  | 4  | 5  | 6  | 7  | 8  | 9  |
| 10 | 11 | 12 | 13 | 14 | 15 | 16 |
| 17 | 18 | 19 | 20 | 21 | 22 | 23 |
| 24 | 25 | 26 | 27 | 28 | 29 | 30 |
| 31 |    |    |    |    |    |    |

| Пн | Вт | Ср | Чт | Пт | Сб | Вс |
|    | 1  | 2  | 3  | 4  | 5  | 6  |
| 7  | 8  | 9  | 10 | 11 | 12 | 13 |
| 14 | 15 | 16 | 17 | 18 | 19 | 20 |
| 21 | 22 | 23 | 24 | 25 | 26 | 27 |
| 28 | 29 | 30 |    |    |    |    |

| Пн | Вт | Ср | Чт | Пт | Сб | Вс |
|    |    |    | 1  | 2  | 3  | 4  |
| 5  | 6  | 7  | 8  | 9  | 10 | 11 |
| 12 | 13 | 14 | 15 | 16 | 17 | 18 |
| 19 | 20 | 21 | 22 | 23 | 24 | 25 |
| 26 | 27 | 28 | 29 | 30 | 31 |    |

| Пн | Вт | Ср | Чт | Пт | Сб | Вс |
|    |    |    |    |    |    | 1  |
| 2  | 3  | 4  | 5  | 6  | 7  | 8  |
| 9  | 10 | 11 | 12 | 13 | 14 | 15 |
| 16 | 17 | 18 | 19 | 20 | 21 | 22 |
| 23 | 24 | 25 | 26 | 27 | 28 | 29 |
| 30 | 31 |    |    |    |    |    |

| Пн | Вт | Ср | Чт | Пт | Сб | Вс |
|    |    | 1  | 2  | 3  | 4  | 5  |
| 6  | 7  | 8  | 9  | 10 | 11 | 12 |
| 13 | 14 | 15 | 16 | 17 | 18 | 19 |
| 20 | 21 | 22 | 23 | 24 | 25 | 26 |
| 27 | 28 | 29 | 30 |    |    |    |

| Пн | Вт | Ср | Чт | Пт | Сб | Вс |
|    |    |    |    | 1  | 2  | 3  |
| 4  | 5  | 6  | 7  | 8  | 9  | 10 |
| 11 | 12 | 13 | 14 | 15 | 16 | 17 |
| 18 | 19 | 20 | 21 | 22 | 23 | 24 |
| 25 | 26 | 27 | 28 | 29 | 30 | 31 |

| Пн | Вт | Ср | Чт | Пт | Сб | Вс |
| 1  | 2  | 3  | 4  | 5  | 6  | 7  |
| 8  | 9  | 10 | 11 | 12 | 13 | 14 |
| 15 | 16 | 17 | 18 | 19 | 20 | 21 |
| 22 | 23 | 24 | 25 | 26 | 27 | 28 |
| 29 | 30 |    |    |    |    |    |

| Пн | Вт | Ср | Чт | Пт | Сб | Вс |
|    |    | 1  | 2  | 3  | 4  | 5  |
| 6  | 7  | 8  | 9  | 10 | 11 | 12 |
| 13 | 14 | 15 | 16 | 17 | 18 | 19 |
| 20 | 21 | 22 | 23 | 24 | 25 | 26 |
| 27 | 28 | 29 | 30 | 31 |    |    |

## События
- 1350—1490 — Борьба <<трески>> и <<крючков>>. Серия внутренних военных конфликтов, в основном, вокруг титула графа Голландии[1].
- 1432—1479 — Албано-турецкие войны[2].
- 1443—1468 — восстание Скандербега. Антиосманское восстание, возглавляемым бывшим санджакбеем Дибры Скандербегом на территории, принадлежавшей османским санджакам Албания, Дибра и Охрид (современные Албания и Северная Македония). Восстание было результатом первых христианских побед в крестовом походе на Варну в 1443 году[3]:
  - 18 мая — вторая битва при Оранике (первая 1448 год)[4].
- 1454—1566 — тринадцатилетняя война между Польским королевством и Тевтонским орденом[5].
- 1455—1485 — война Алой и Белой Розы в Англии[6].
- 4 июля—22 июля — осада Белграда. Неудачная попытка турок взять Белград, защищаемый Яношем Хуньяди[7]. 
  - 14—22 июля — битва под стенами Белграда и победа венгров. Смерть Яноша Хуньяди (ок. 1387—1456)[7].
- 13 марта — булла понтифика Каликста III предоставляла все права на новые открытия в Африке ордену Иисуса, главой которого был Генрих Мореплаватель.
- Конец года — неудачная турецкая военная экспедиция первого крымского хана Хаджи-Гирея I привела к смещению его с престола мятежной знатью — Ширинами, Аргынами и Барынами при поддержке генуэзцев и возведению на престол его сына Хайдар-Гирея[8].
- Отражено нападение Сиама на Малакку.
- Турки завоёвывают город Афины.

## Русь
Правление: 1425—1446 и 1447—1462 — Василий II Васильевич Тёмный
- 18 января — Василий II Тёмный участвует в церковном празднестве  возвращения в Смоленск из Москвы с передачей смоленскому епископу Мисаилу икону Пресвятой Богородицы Смоленской. Вся княжеская семья провожают её пешком до церкви Благовещания на Дорогомилове[9].
- Московско-новгородская война[10].
  - 19 января — Василий II Тёмный объявляет военный поход на Великий Новгород "за неисправления" новгородцев и собирает полки в Волоколамске[9].
  - Конец января — московские войска, совместно с татарской конницей, во главе с великим князем Владимирским и Московским Василием II выступили на Великий Новгород. Ввиду того, что Василий II был слепым и, к тому же, неудачливым военачальником, он поручил возглавить основные силы воеводам И. В. Стриге и Ф. В. Басёнку[10].
  - 2 февраля (по другим данным 3 или 10 февраля) — Передовой полк во главе с Иваном Васильевичем Стригой Оболенским в Сражении под Русой разбивает новгородцев и берёт г. Старая Русса[9].
  - После этого поражения новгородцы пытаются начать переговоры о мире, одновременно отправив гонцов в Псков за помощью. Василий II продолжает развивать успех и наносит удар по югу новгородской земли. Основные силы, под командованием великого князя осаждает крепость Демян, но, потеряв (по сообщению Летописи Авраамки) 15 «шестников», отступает обратно в Яжелбицы.
  - 7 февраля — другая московская рать после двухдневной осады и напряжённого штурма взяла городок Молвотицы. Ещё один отряд захватил городок Стерж (на берегу озера Стерж)[10].
  - 10 февраля — на освобождение Старой Русы выдвинулись новгородские войска, которыми предводительствовал князь Василий Васильевич Низовский (Суздальский).  За день рать пересекла по льду Ильмень и остановилась на ночёвку во Взваде. Князь А. В. Чарторыйский, со своим двором и основными силами новгородцев, вечером встал к югу от Новгорода, у Николы на Липне[10].
  - Конец февраля — Василий II Тёмный заключает с новгородцами Яжелбицкий мир[9].
  - Под власть Москвы перешли крупные новгородские волости — Бежецк, Волок Ламский, Вологда. Новгород лишался права внешних сношений и законодательных прав, высшей судебной инстанцией стал Великий князь Московский, а новгородская вечевая печать и печати посадников заменялись печатью великого князя. Республика обязывалась выплатить Москве контрибуцию в размере 10 000 рублей[10].
  - 07 марта — Василий II Тёмный возвращается в Москву[9].
- Весна — великий рязанский князь Иван Фёдорович, умирая, отдаёт в опеку Василию II Рязанское княжество и своего малолетнего наследника Василия Ивановича. Великий князь берёт его к себе в Москву вместе с сестрой Феодосией, а в Рязань посылает своих наместников[9][11].
- 10 июля (по другим данным 03 июля) — «За некую крамолу» князь Василий Ярославович Серпуховской был схвачен и отправлен в пожизненную ссылку в Углич. Части семейства Василия Ярославича удаётся бежать из Боровска в ВКЛ. Серпуховское княжество потеряло независимость и было включено в Московское великое княжество[9][12].
- Новый Низовой городок (сов. Касимов) был выделен Иваном Тёмным татарскому царевичу Касиму (Трегубу) ибн Улуг-Мухаммеду и его брату Якубу[13].

## Начало правления
См. также: Список глав государств в 1456 году
- 1456—1462 — господарь Валахии Влад Цепеш (Дракула). Ряд побед над турками.
- 1456—1466 — первый крымских хан Хаджи-Гирей I возвращает себе престол и второй раз становится крымским ханом[8].
- 1456—1470 — король Кореи Сечжо, седьмой из династии Ли.

## Родились
См. также: Категория:Родившиеся в 1456 году
- 1 марта — Владислав II, король Чехии (с 1471) и Венгрии (с 1490)[14].
- 11 июня — Анна Невилл королева-консорт Англии, жена Ричарда III.

## Скончались
См. также: Категория:Умершие в 1456 году